# Медвежьи истории
«Медве́жьи исто́рии» — российский мультфильм 2007 года, который был создан на студии «Пилот» по эвенкийским сказкам.
Мультфильм из серии «Гора самоцветов». В начале мультфильма — пластилиновая заставка «Мы живём в России — Сибирь».

## Сюжет
Ни одна лесная история без медведя не обходится. Не зря его зовут хозяином тайги.
Почему у бурундука полоски на спине? Весной вышедший из берлоги старый Медведь был голоден и попросил у Бурундука еды. Бурундук поделился припасами, за это Медведь погладил Бурундука лапой по спине, оставив заметные следы.
Почему карась плоский стал? Карась был хвастливой и вредной рыбой, и однажды летом, когда старый Медведь подошел к озеру попить воды, Карась подбил его на спор — сможет ли Медведь просидеть под водой дольше, чем Карась на воздухе. Медведь проспорил и, обидевшись на насмешки Карася, сплюснул его лапами.
Отчего кедровки худые? Осенью Медведь собирал кедровые шишки и повстречался с Кедровкой, которая пообещала ему помочь собрать шишки с земли. Она позвала своих сородичей, которые все шишки и утащили, ничего не оставив Медведю. Обиженный Медведь их обругал, и сказал, что такими толстыми, как он, им всё равно никогда не быть.

## Съёмочная группа
| автор сценария и режиссёр-постановщик | Михаил Алдашин |
| композитор                            | Игорь Сацевич |
| художник-постановщик                  | Марина Карпова |
| текст читает                          | Андрей Ярославцев |
| над фильмом работали:                 | Анна Емельянова, Т. Никеенко, Сергей Алмаев, Наталья Хаткевич, Р. Сивачёв, С. Сперанский, Н. Сперанская, Алексей Ганков, Мария Кулланда, Ольга Антоненкова, Алексей Почивалов, Людмила Коптева, Лев Землинский |
| над пластилиновой заставкой работали: | Александр Татарский, Валентин Телегин, Сергей Меринов, Серафим Чёрный, Андрей Пучнин, Александра Левицкая, Анастасия Журавлёва, Сергей Бунтман                                                                 |
| Директор картины                      | Игорь Гелашвили |
| Продюсер                              | Ирина Капличная |
| художественный совет проекта:         | Эдуард Назаров, Александр Татарский, Михаил Алдашин, Валентин Телегин, Георгий Заколодяжный |
| руководитель проекта                  | Александр Татарский |
| генеральный продюсер проекта          | Игорь Гелашвили |

## Фестивали и награды
- 2007 — Мультфильм участвовал в конкурсной программе ОРФАК в Суздале.[1]
- 2007 — МКФ «Золотая рыбка», специальный приз жюри.[2]
- 2007 — МКФ «Анимакор» в Испании, второй приз жюри.[3]
- 2007 — V Международный фестиваль анимационных искусств «Мультивидение» : Первый приз.[4]
- 2008 — Премия «Золотой орёл» за лучший анимационный фильм — «Гора самоцветов». Лауреатами премии стала группа режиссёров студии «Пилот»: Инга Коржнева («Крошечка-Хаврошечка»), Сергей Меринов («Куйгорож»), Елена Чернова («Заяц-слуга»), Марина Карпова («Медвежьи истории»), Леон Эстрин («Чепоги»).[5]